# Eleições parlamentares europeias de 1994 (Grécia)
As eleições parlamentares europeias de 1994 na Grécia foram realizadas a 12 de junho para eleger os 25 assentos do país para o Parlamento Europeu.

## Resultados Nacionais
| Partido                 | Partido                           | Votos     | %               | +/-   | Deputados | +/-   |
| ----------------------- | --------------------------------- | --------- | --------------- | ----- | --------- | ----- |
|                         | Movimento Socialista Pan-helénico | 2 458 619 | 37,64 / 100,00  | 1,70  | 10 / 25   | 1     |
|                         | Nova Democracia                   | 2 133 372 | 32,66 / 100,00  | 7,75  | 9 / 25    | 1     |
|                         | Primavera Política                | 564 778   | 8,65 / 100,00   | Novo  | 2 / 25    | Novo  |
|                         | Partido Comunista da Grécia       | 410 747   | 6,29 / 100,00   | -     | 2 / 25    | -     |
|                         | Synaspismos                       | 408 072   | 6,25 / 100,00   | 8,06  | 2 / 25    | 2     |
|                         | Renovação Democrática             | 182 525   | 2,79 / 100,00   | 1,43  | 0 / 25    | 1     |
|                         | União de Centristas               | 77 951    | 1,19 / 100,00   | Novo  | 0 / 25    | Novo  |
|                         | Outros                            | 296 627   | 4,54 / 100,00   |       | 0 / 25    |       |
| Votos Inválidos         | Votos Inválidos                   | 271 193   | 3,99 / 100,00   | 2,43  |           |       |
| Total                   | Total                             | 6 803 884 | 100,00 / 100,00 |       | 25 / 25   | 1     |
| Eleitorado/Participação | Eleitorado/Participação           | 9 550 596 | 71,24 / 100,00  | 8,64  |           |       |
| Fonte                   | Fonte                             | [ 1 ]     | [ 1 ]           | [ 1 ] | [ 1 ]     | [ 1 ] |